# Istrien-Cup 2015
Der Istrien-Cup 2015 war die 3. Ausspielung des seit 2013 (damals als Slavic Cup 2013) ausgetragenen Frauenfußball-Einladungsturniers für Nationalmannschaften und fand vom 4. bis 11. März 2015 an verschiedenen Spielorten in Kroatien statt. Das Turnier lief parallel zum Algarve- und Zypern-Cup an denen aber stärkere Mannschaften teilnahmen. Lediglich ein Teilnehmer des Istrien-Cups, die Mannschaft aus Costa Rica konnte sich für die WM 2015 qualifizieren, WM-Teilnehmer Frankreich ließ aber seine B-Mannschaft teilnehmen während die A-Mannschaft am Algarve-Cup teilnahm. Beide trafen in Gruppe C aufeinander. Für Costa Rica – einziger nichteuropäischer Teilnehmer – waren es die ersten Spiele in Europa und gegen europäische Mannschaften.
Spielorte waren Buje/Novigrad (City Stadium Buje), Poreč (Veli Jože), Rovinj (Valbruna) Rovinjsko Selo (Field Rovinjsko Selo) und Umag (City stadium Umag (Stella Maris complex)), in Istrien an der Adria.

## Teilnehmer
Erstmals fand das Turnier mit 12 Mannschaften statt. Die jeweilige Position erfolgte nach der FIFA-Weltrangliste (Stand: Dezember 2014)
- Bosnien und Herzegowina (71)
- Costa Rica (37)
- Frankreich-B
- Irland (29)
- Kroatien (59)
- Nordirland (63)
- Österreich (27)
- Polen (35)
- Rumänien (38)
- Slowakei (47)
- Ungarn (39)
- Wales (33)

## Modus
Die zwölf Mannschaften spielten zunächst in ihrer Gruppe jeder gegen jeden um die Platzierung. Dabei war die beste Punktzahl, dann der direkte Vergleich und erst danach die Tordifferenz für die Platzierung entscheidend. Danach fanden Platzierungsspiele statt.
- Finale: Sieger Gruppe A – Bester Sieger der Gruppen B und C
- Spiel um Platz 3: Zweiter Gruppe A – Zweitbester Sieger der Gruppen B und C
- Spiel um Platz 5: Zweiter Gruppe B – Zweiter Gruppe C
- Spiel um Platz 7: Dritter Gruppe A – Bester Dritter der Gruppen B und C
- Spiel um Platz 9: Vierter Gruppe A – Zweitbester Dritter der Gruppen B und C
- Spiel um Platz 11: Vierter Gruppe B – Vierter Gruppe C

Da die FIFA die Spiele als „Freundschaftsspiele“ einstufte, durfte jede Mannschaft pro Spiel sechs Auswechslungen vornehmen. Die Spiele gegen die französische B-Mannschaft wurden von der FIFA nicht gezählt und gingen daher nicht in die Wertung für die FIFA-Weltrangliste ein.

## Das Turnier

### Gruppenphase

#### Gruppe A
| Pl. | Land       | Sp. | S | U | N | Tore    | Diff. | Punkte |
| --- | ---------- | --- | - | - | - | ------- | ----- | ------ |
| 1.  | Slowakei   | 3   | 2 | 1 | 0 | 006:200 | +4    | 07     |
| 2.  | Österreich | 3   | 2 | 1 | 0 | 004:100 | +3    | 07     |
| 3.  | Ungarn     | 3   | 0 | 1 | 2 | 002:500 | −3    | 01     |
| 4.  | Irland     | 3   | 0 | 1 | 2 | 001:500 | −4    | 01     |

|                                        |   |            |           |
| 4. März um 14:00 Uhr in Poreč          |   |            |           |
| Slowakei                               | – | Österreich | 1:1 (0:0) |
| 4. März um 11:30 Uhr in Poreč          |   |            |           |
| Irland                                 | – | Ungarn     | 1:1 (0:0) |
| 6. März um 11:30 Uhr in Umag           |   |            |           |
| Slowakei                               | – | Irland     | 2:0 (0:0) |
| 6. März um 14:00 Uhr in Rovinj         |   |            |           |
| Ungarn                                 | – | Österreich | 0:1 (0:0) |
| 9. März um 11:30 Uhr in Rovinjsko Selo |   |            |           |
| Ungarn                                 | – | Slowakei   | 1:3 (1:3) |
| 9. März um 14:00 Uhr in Rovinj         |   |            |           |
| Österreich                             | – | Irland     | 2:0 (1:0) |

#### Gruppe B
| Pl. | Land       | Sp. | S | U | N | Tore    | Diff. | Punkte |
| --- | ---------- | --- | - | - | - | ------- | ----- | ------ |
| 1.  | Polen      | 3   | 2 | 1 | 0 | 004:000 | +4    | 07     |
| 2.  | Kroatien   | 3   | 1 | 2 | 0 | 002:100 | +1    | 05     |
| 3.  | Rumänien   | 3   | 1 | 1 | 1 | 001:200 | −1    | 04     |
| 4.  | Nordirland | 3   | 0 | 0 | 3 | 001:500 | −4    | 0      |

|                                        |   |            |           |
| 4. März um 11:30 Uhr in Rovinjsko Selo |   |            |           |
| Polen                                  | – | Nordirland | 2:0       |
| 4. März um 14:00 Uhr in Rovinj         |   |            |           |
| Kroatien                               | – | Rumänien   | 0:0       |
| 6. März um 11:30 Uhr in Poreč          |   |            |           |
| Nordirland                             | – | Rumänien   | 0:1 (0:1) |
| 6. März um 14:00 Uhr in Buje           |   |            |           |
| Polen                                  | – | Kroatien   | 0:0       |
| 9. März um 11:30 Uhr in Umag           |   |            |           |
| Rumänien                               | – | Polen      | 0:2 (0:2) |
| 9. März um 14:00 Uhr in Umag           |   |            |           |
| Kroatien                               | – | Nordirland | 2:1 (0:1) |

#### Gruppe C
| Pl. | Land                    | Sp. | S | U | N | Tore    | Diff. | Punkte |
| --- | ----------------------- | --- | - | - | - | ------- | ----- | ------ |
| 1.  | Frankreich-B            | 3   | 1 | 2 | 0 | 004:300 | +1    | 05     |
| 2.  | Wales                   | 3   | 1 | 1 | 1 | 001:100 | ±0    | 04     |
| 3.  | Costa Rica              | 3   | 1 | 1 | 1 | 001:100 | ±0    | 04     |
| 4.  | Bosnien und Herzegowina | 3   | 0 | 2 | 1 | 003:400 | −1    | 02     |

|                                        |   |                     |           |
| 4. März um 11:30 Uhr in Umag           |   |                     |           |
| Costa Rica                             | – | Bosnien-Herzegowina | 1:0       |
| 4. März um 14:00 Uhr in Umag           |   |                     |           |
| Wales                                  | – | Frankreich-B        | 0:1 (0:0) |
| 6. März um 11:30 Uhr in Rovinjsko Selo |   |                     |           |
| Bosnien-Herzegowina                    | – | Wales               | 0:0       |
| 6. März um 14:00 Uhr in Rovinj         |   |                     |           |
| Costa Rica                             | – | Frankreich-B        | 0:0       |
| 9. März um 11:30 Uhr in Poreč          |   |                     |           |
| Bosnien-Herzegowina                    | – | Frankreich-B        | 3:3 (2:2) |
| 9. März um 14:00 Uhr in Buje           |   |                     |           |
| Wales                                  | – | Costa Rica          | 1:0 (0:0) |

### Platzierungsspiele
Spiel um Platz 11
|                                     |   |                         |          |
| 11. März um 11:00 in Rovinjsko Selo |   |                         |          |
| Nordirland                          | – | Bosnien und Herzegowina | 0:0(0:0) |

- Bosnien und Herzegowina gewann das Spiel im Elfmeterschießen mit 5:4.

Spiel um Platz 9
|                               |   |        |          |
| 11. März um 11:00 Uhr in Umag |   |        |          |
| Costa Rica                    | – | Irland | 1:2(0:0) |

Spiel um Platz 7
|                               |   |          |           |
| 11. März um 11:00 Uhr in Umag |   |          |           |
| Ungarn                        | – | Rumänien | 3:1 (2:0) |

Spiel um Platz 5
|                                |   |       |           |
| 11. März um 11:00 Uhr in Poreč |   |       |           |
| Kroatien                       | – | Wales | 1:1 (1:0) |

- Kroatien gewann das Spiel im Elfmeterschießen mit 4:2.

Spiel um Platz 3
|                                 |   |              |           |
| 11. März um 14:00 Uhr in Rovinj |   |              |           |
| Österreich                      | – | Frankreich-B | 2:1 (2:1) |

### Finale
| Slowakei                            | Slowakei | Polen | Polen |
| ----------------------------------- | --- | --- | ----- |
| Slowakei [ 26 ]                     | \| 11. März 2015 um 15:00 Uhr in Poreč \| \| Ergebnis: 0:2 (0:1) \| \| Spielbericht \| | \| 11. März 2015 um 15:00 Uhr in Poreč \| \| Ergebnis: 0:2 (0:1) \| \| Spielbericht \| | Polen |
| Slowakei [ 26 ]                     | Mária Korenčiová – Lucia Haršányová, Patrícia Fischerová, Monika Matysová, Jana Vojteková – Lucia Ondrušová (86. Carmen Absolonová) – Lucia Šušková, Dominika Škorvánková, Veronika Klechová (68. Simona Fatulová), Dana Fecková (75. Dominika Koleničková) – Patrícia Hmírová Cheftrainer: Zsolt Pakusza | Daria Antończyk – Aleksandra Sikora, Agata Guściora, Jolanta Siwińska, Natalia Chudzik, Patrycja Balcerzak, Sylwia Matysik, Patrycja Wiśniewska, Ewa Pajor, Ewelina Kamczyk, Katarzyna Daleszczyk Cheftrainer: Wojciech Basiuk | Polen |
| Slowakei [ 26 ]                     | 0:1 Balcerzak (12.) 0:2 Pajor (68.) | | Polen |
| Slowakei [ 26 ]                     | Dana Fecková | | Polen |
| 11. März 2015 um 15:00 Uhr in Poreč | | |       |
| Ergebnis: 0:2 (0:1)                 | | |       |
| Spielbericht                        | | |       |